# Specijalna rakija
Specijalna rakija ili specijalne prirodne rakije je vrsta jakoga alkoholnog pića. Proizvodi ju se aromatiziranjem vinskog destilata i rakija raznim plodovima, voćem, aromatskim biljem, njihovim maceratima i eteričnim uljima, pri čemu su dopušteni dijelovi biljaka od kojih su napravljeni. Smije ih se proizvoditi i tako da se voćnom ili grožđanom masulju ili soku dodaju izgnječeni svježi plodovi ili mljeveno aromatsko bilje prije fermentacije. Ako se ne vidi iz imena specijalne rakije koja je rakija osnova, onda se pri označavanju specijalne rakije to mora navesti. U slučaju da je osnova miješana rakija, obvezno je navesti sve upotrijebljene rakije po padajućem redoslijedu zastupljenosti. U Republici Hrvatskoj se kod označavanja specijalnih rakija mogu navoditi svi sastojci (aromatsko bilje, voće ili drugi plodovi) upotrijebljeni za aromatiziranje, sukladno odredbama Pravilnika o označavanju, reklamiranju i prezentiranju hrane. Ako sastojci nisu navedeni u označavanju, proizvod mora pratiti proizvođačka dokumentacija. Da bi smjela biti stavljena na tržište kao gotov proizvod, specijalna rakija mora imati alkoholnu jakost najmanje 37,5% vol., a sva ina svojstva moraju udovoljavati zahtjevima za rakiju koja je uzeta kao osnova.